# Olivduva
Olivduva (Columba arquatrix) är en fågel i familjen duvor inom ordningen duvfåglar. Den förekommer i bergstrakter i stora delar av Afrika söder om Sahara. Beståndet anses vara livskraftigt.

## Utseende
Olivduvan är en stor duva med en kroppslängd på 37-42 centimeter och 300-450 gram i vikt. Hanen är rödbrun på rygg och vingar, med axlarna kraftig vitfläckade. Undersidan är rödbrun, även här rikligt vitfläckad, medan huvudet är grått med en gul näbb och gul fläck runt ögat. I nacken syns en brun-och-vitstreckad fläck, undersidan av vingen och stjärten är mörkgrå och fötterna är gula.
Honan liknar hanen men är dovare i färgerna. Ungfågeln är mörkbrun där hanen är rödbrun och grå, är gröngul på de bara delarna samt har bleka kanter på vingfjädrarna. 

## Läte
Sången är låg och svag, en hoande serie toner som upprepas. Varje fras inledning med en lång rullande ton följt av fyra i början stammande toner: "rrrooooh.....c-c-c-croooh..c-c-c-croooh..c-c-c-croooh..c-c-c-croooh". Flyktlätet är ett nasalt "crreh".

## Utbredning och systematik
Fågelns utbredningsområde sträcker sig från Etiopien till östra Kongo-Kinshasa, Tanzania och Sydafrika samt till västra Angola. Den har tillfälligt setts i Jemen. Arten behandlas som monotypisk, det vill säga att den inte delas in i några underarter.

## Levnadssätt
Olivduvan förekommer i svala och fuktiga trädkronor över 1.400 meters höjd, lokalt dock ner till 700 meter. Den ses vid bergsfynbos, ungskog och hyggen, och kan födosöka i odlingsbygd om den inte förföljs.

### Häckning
Olivduvan bygger ett stort bo av pinnar upp till 15 meter upp i ett träd. Där lägger den ett, sällsynt två, ägg som ruvas i 17-20 dagar. Ungarna är flygga 20 dagar efter kläckning.

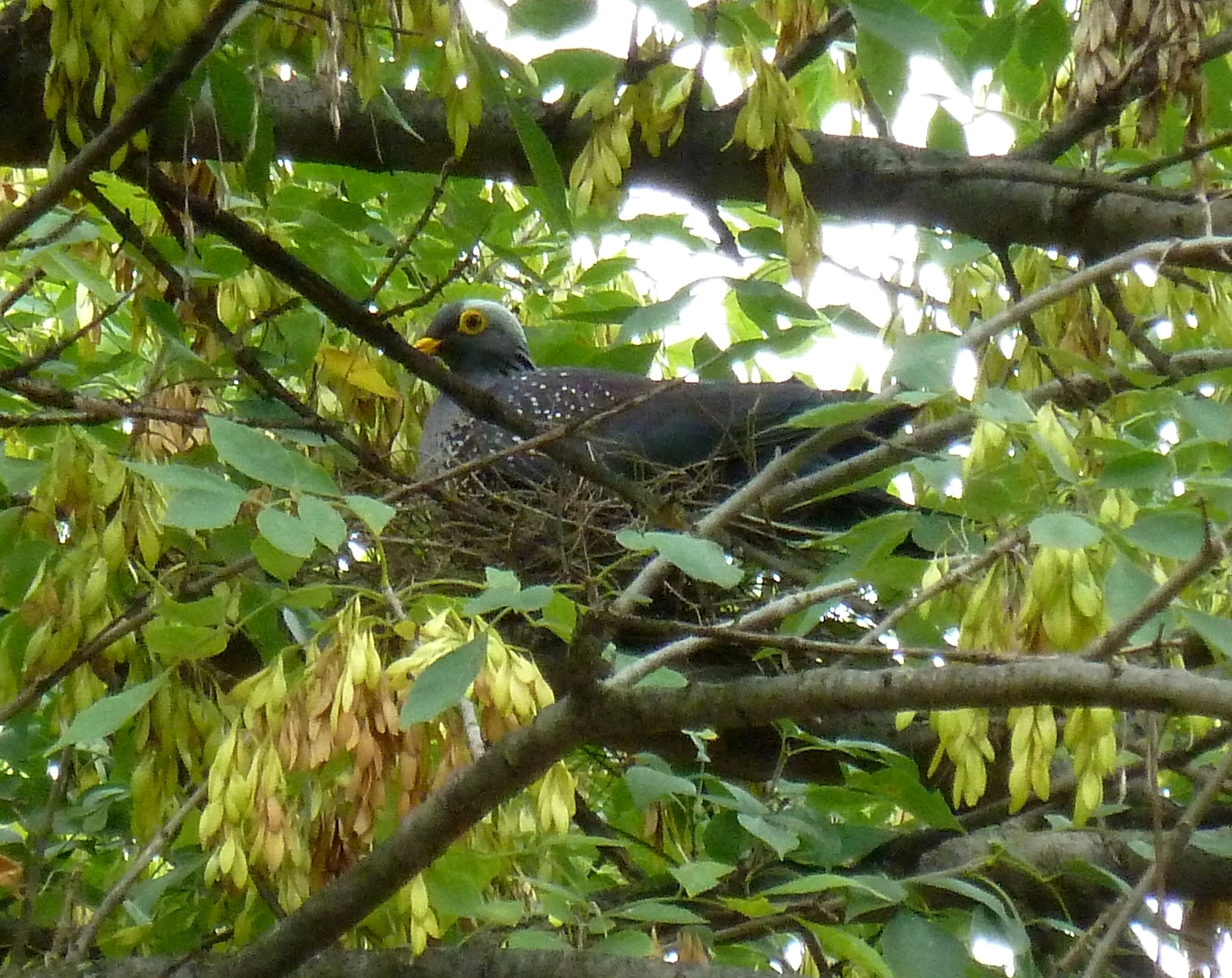
Olivduva på bo.

### Föda
Olivduvan lever av frukt och bär som den huvudsakligen plockar i trädkronorna, men kan också ta fallfrukt på marken liksom insekter och larver. I syd föredrar den frukten från den invasiva växten Solanum mauritianum.

## Status och hot
Arten har ett stort utbredningsområde, men tros minska i antal, dock inte tillräckligt kraftigt för att den ska betraktas som hotad. Internationella naturvårdsunionen IUCN listar arten som livskraftig (LC).